# The Swan (théâtre)
The Swan est un théâtre londonien construit en 1595. Il faisait concurrence au théâtre du Globe.